# Списък на кралете на Хановер
Това е списък на кралете на Кралство Хановер.
Кралство Хановер е създадено на Виенския конгрес през 1814. До 1837 то се намира в лична уния с Обединено кралство Великобритания и Ирландия.
- Георг III (1814 – 1820), също крал на Обединеното кралство
- Георг IV (1820 – 1830), също крал на Обединеното кралство
- Вилхелм (1830 – 1837), също крал на Обединеното кралство
- Ернст Август I (1837 – 1851)
- Георг V (1851 – 1866)

През 1866 г. Кралство Хановер е анексирано от Прусия.